# Borovice bělokmenná

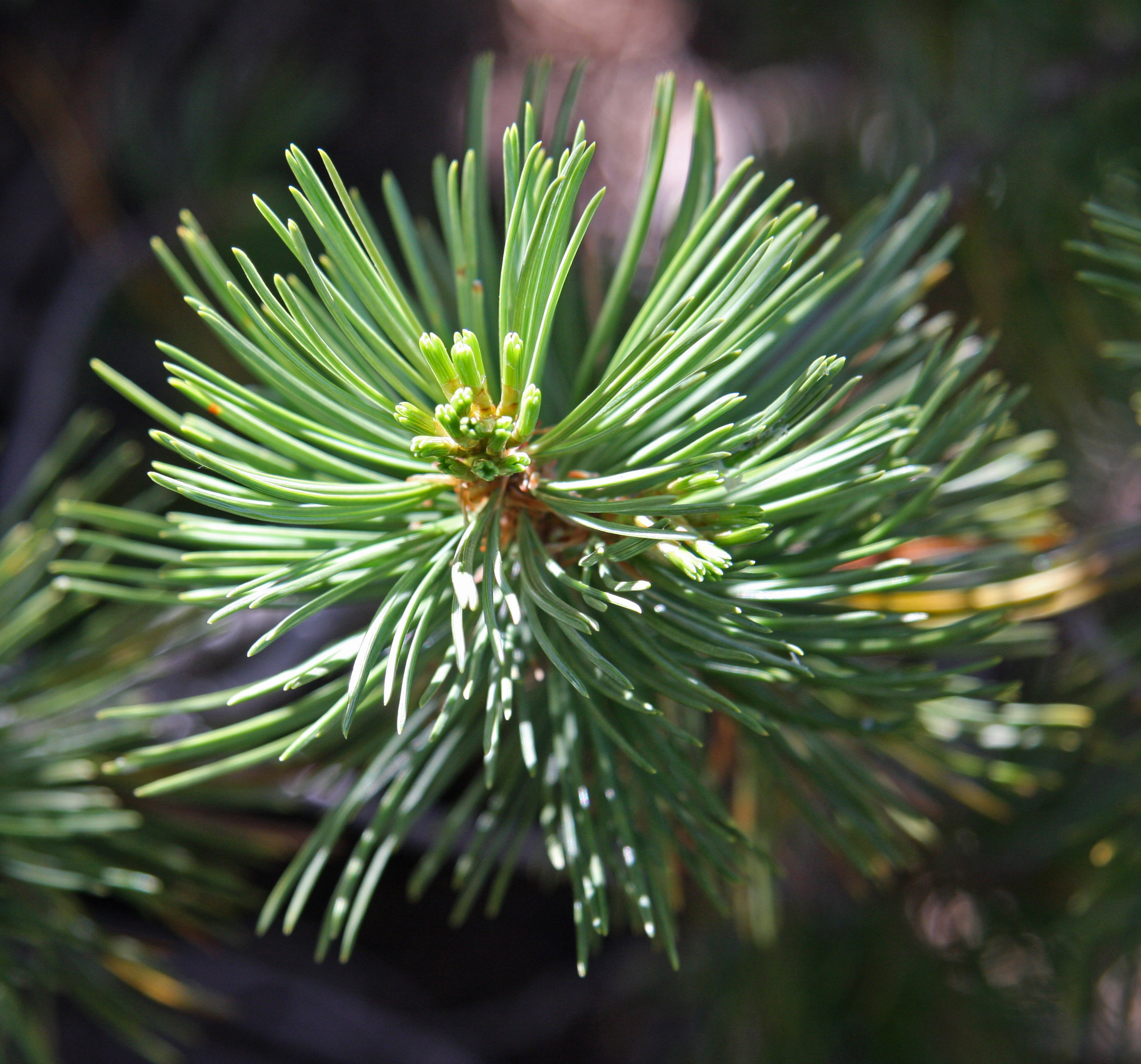
Jehlice

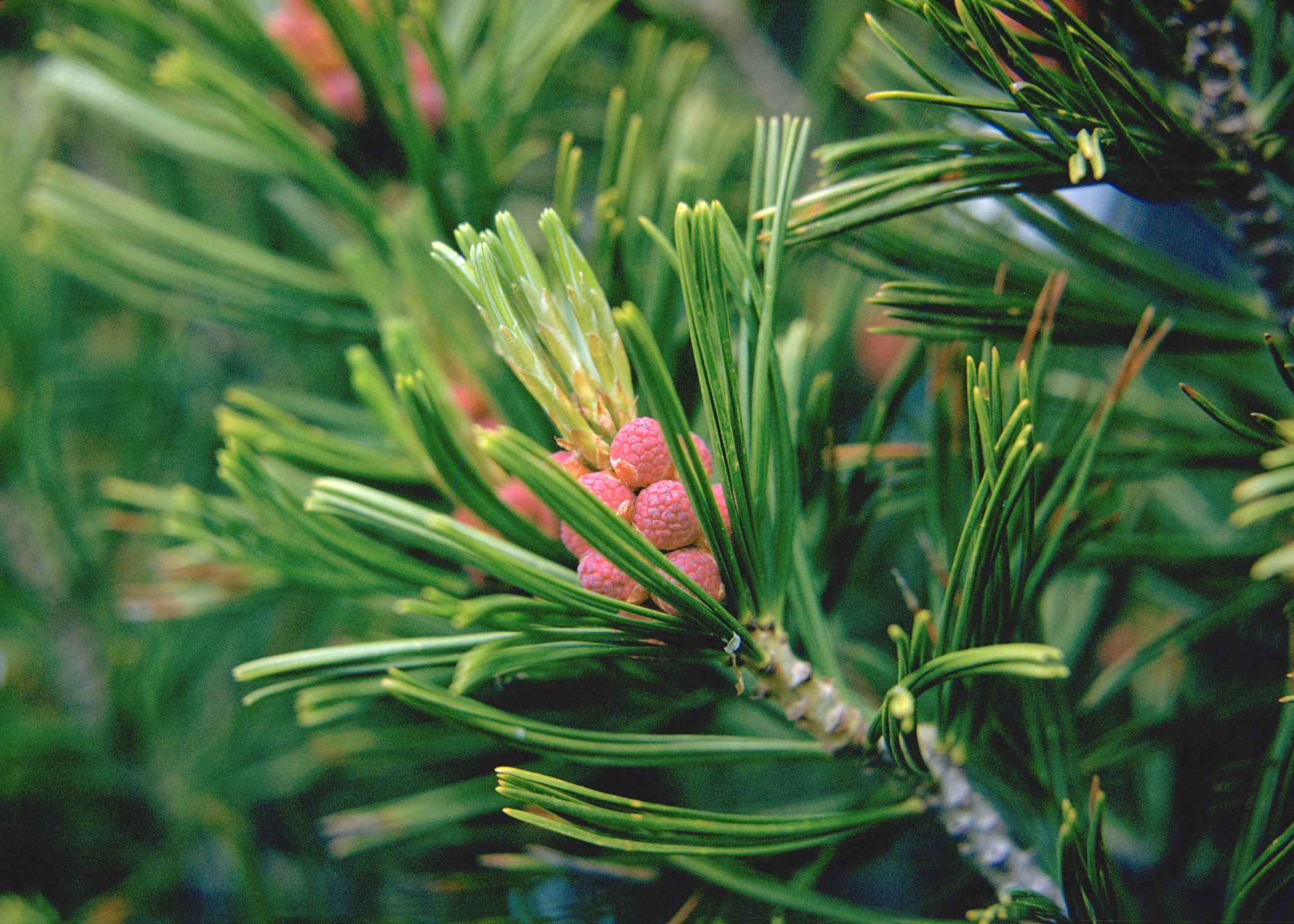
Samčí šištice

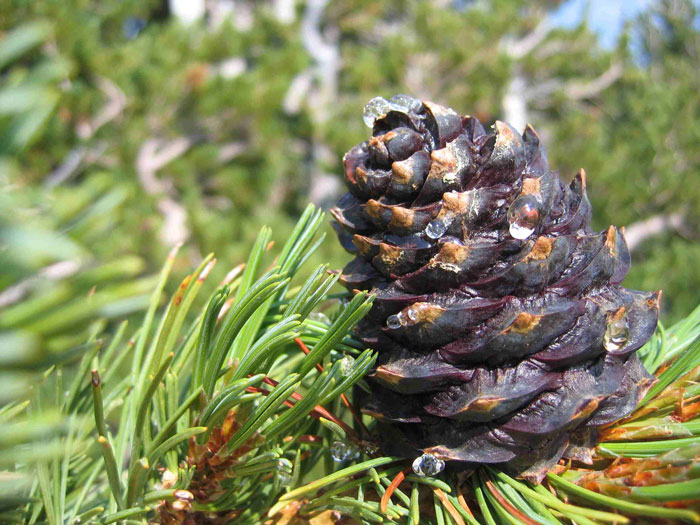
Šiška se zralými semeny

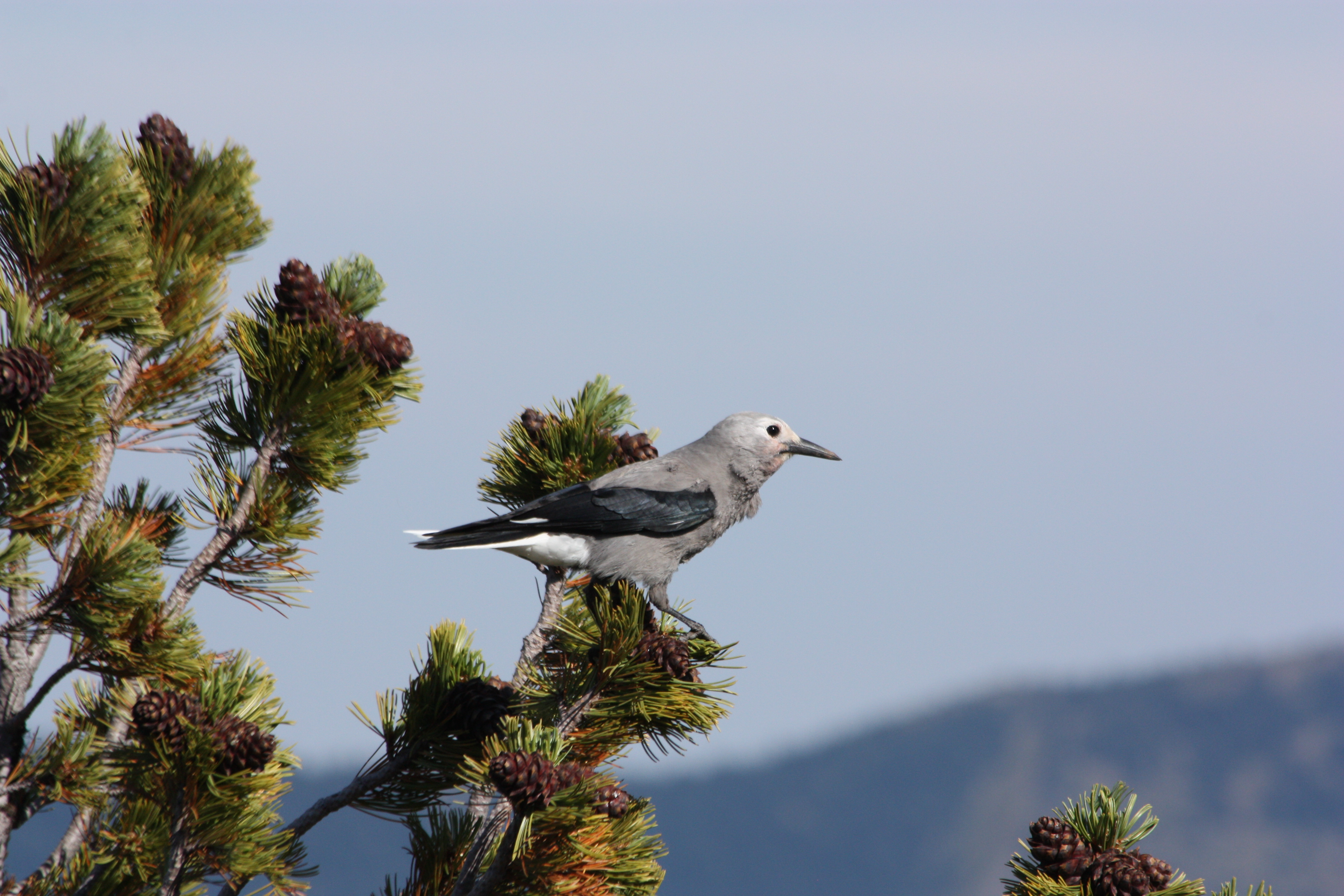
Ořešník americký

Borovice bělokmenná (Pinus albicaulis) je severoamerický druh borovice pocházející z horského západního vnitrozemí Spojených států amerických a Kanady. Dorůstá do výšky 10 až 15 m, ojediněle až ku 20 m a kmen mívá široký nejvýše 1,5 m. Roste ve vyšších polohách na kamenitých půdách a dostupné kvalitní stromy již byly z velké části skáceny. Zbývající nepříliš rovné stromy nemají příliš kvalitní dřevo a nyní se většinou používá jen k topení. Borovice bělokmenná zažívá výrazný úbytek jedinců následkem rozšíření dřevokazných hub i dřevokazného hmyzu, jakož i lesních požárů, je proto považována za ohroženou.

## Rozšíření
Pochází z hor v tichomořské části severoamerického vnitrozemí. Vyskytuje se ve Spojených státech (Idaho, Kalifornie, Montana, Nevada, Oregon, Washington a Wyoming) a v Kanadě (Alberta a Britská Kolumbie), přibližně od 37° po 55° severní zeměpisné šířky a od 107° po 128° západní délky. Celková plocha, na které roste, se odhaduje na 337 tisíc km², z toho 190 tisíc km² je v Kanadě a 147 tisíc ve Spojených státech. Vyskytuje se na dvou oddělených hornatých územích, prvním je pás vedoucí po Kaskádovém pohoří a Sieře Nevadě, druhý probíhá po Skalnatých horách.

## Ekologie
Stromy tohoto druhu rostou převážně ve vyšších nadmořských výškách, až 3600 m n. m. v pohoří Sierra Nevada a 3200 m ve Skalnatých horách, za dolní hranici výskytu se považuje výška okolo 900 m. Je důležitým, velmi pomalu rostoucím druhem horského subalpinského systému, toleruje drsné klimatické podmínky. Svými kořeny stabilizuje skalnaté a špatně soudržné půdy, snáší místa s minimem dešťových srážek a jako jeden z mála jehličnanů může růst v blízkosti horských mokřadů. Je nejrozšířenější na územích podhorských a horských lesů ve vysokých výškách, na svazích často relativně suchých, studených a s hojným sněhem.
Letní období je v těchto výše položených místech krátké a chladné, s průměrnými teplotami v červenci od 13 do 15 °C na jihu areálu a 10 až 12 °C na severu. Průměrné roční srážky u většiny porostů, jichž je borovice bělokmenná součástí, leží mezi 600 až 1800 mm, na místech se spodní části tohoto rozmezí vytváří téměř jednodruhové porosty. Poryvy větru o rychlosti hurikánu (více než 120 km/hod) se vyskytují na většině míst, kde roste.
Nejvyšší strom se nachází ve státě Washington, v době měření (před koncem prvého tisíciletí) byl vysoký 27,4 m a průměr kmene měl 119 cm, nejmohutnější jedinec roste ve státě Idaho a je vysoký 21 m, má kmen o průměru 268 cm a korunu širokou 14 m. Nejstarší zjištěný strom byl na přelomu tisíciletí starý 1270 roků, jedinci s věkem nad 800 let se vyskytují ve špatně přístupných horských místech v USA i Kanadě.
Stromy začínají vytvářet šišky se semeny obvykle ve stáří od 20 či 30 let, nejproduktivnější jsou ve věku 60 až 80 let. Borovice bělokmenná má počet chromozomů 2n = 24.

## Popis
Jednodomý strom dorůstající do průměrné výšky 10 až 20 m s konickou nebo kulovitou, často nepravidelnou korunou. Kmen bývá občas křivolaký nebo je více kmenný, jeho kůra je v mládí hladká a světle šedá, někdy až bílá, ve stáří se bledě šedá kůra dělí do tenkých desek. Větve jsou rozkladité či vystoupavé, letorosty jsou v mládí světle červenohnědé a pýřité, později šedé až světle šedohnědé, červenohnědé vejčité pupeny bývají do 10 mm dlouhé. Jehlice rostou ve svazečcích po pěti, bývají dlouhé od 30 do 70 mm a široké 1 až 2 mm, vyrůstají z opadavé pochvy asi 1 cm dlouhé. Na stromě jehlice vytrvávají pět až osm let, jsou tmavě žlutozelené, na horní straně jsou díky průduchům bělavé, vrcholek mají špičatý a po obvodě jsou jemně oddáleně pilovité.
Samčí šištice jsou vejčité, přisedlé, velké 1 až 1,5 cm, jsou zbarvené šarlatově, rostou po celé koruně jednotlivě nebo ve shlucích a po vyprášení pylu opadají. Samičí šištice jsou vejčité až téměř kulovité, velké od 4 do 8 cm, přisedlé nebo krátce stopkaté, šedě purpurové a rostou vodorovně. Pyl ze samčích šištic se začíná v nižších nadmořských výškách uvolňovat asi koncem května, ve vyšších polohách v první polovině července. Samičí šištice s opylenými semeny dozrávají až počátkem září následujícího roku.

## Rozmnožování
Zralé šišky mívají tvrdé šupiny ve spirále, nejčastěji v pěti řadách, ve zralosti obsahují průměrně po 75 semenech. Neexistuje žádný příznak zralosti semen než to, že se otvory mezi šupinami jen mírně pootevřou, což nestačí pro vypadání semen, ale šupiny mohou být zvířaty snáze odlomeny. Šišky se po dozrání semen samovolně neotevřou, bez cizího přispění si podrží semena po dlouhou dobu, dokud je vítr nesetřese a na zemí se časem nerozpadnou. Semena jsou vejčitá, až 1 cm velká, obvykle 70 mg těžká, kaštanově hnědá a nemají křídla napomáhající rozptylu.
Borovice bělokmenná se nejčastěji rozmnožuje díky zvláštní symbióze s ptákem ořešníkem americkým (Nucifraga columbiana) z čeledi krkavcovitých. Tento nevelký, všežravý pták má po několik měsíců za hlavní zdroj potravy energeticky bohatá semena těchto borovic, tomu přizpůsobuje i dobu vyvedení mláďat. V době zralých semen svým silným zobákem uzavřené šišky na stromě rozseká a vydolovaná semena (30 až 150 ) odnáší ve voleti. V době hojnosti pracuje velmi intenzivně a sklízená semena, až 25 tisíc ročně, ukrývá jako zásobu na zimu do vyhrabaných děr v měkké půdě. Tyto úkryty zřizuje na mýtinách a bezlesých, vykácených či vyhořelých lesních plochách, blízkých i vzdálených až 20 km. Má vynikající prostorovou paměť, místa se semeny později najde a vydoluje i z pod metr vysoké vrstvy sněhu. Vždy ukryje mnohem více semen než spotřebuje, část jeho zásob při zřizování navíc vysledují a vykradou straky, sojky i havrani, jistý díl jeho semen v zemi vyčenichají medvědi a na část skrýší pták zapomene. Tato v zemi ukrytá a opuštěná semena za příhodných podmínek za rok či dva vyklíčí v mladé semenáče, které mají příležitost zarůst odlesněnou plochu.

## Význam
Semeny se živí kromě ptáků také veverky i další hlodavci, opadané neotevřené šišky rozlamují také hnědí i černí medvědi, semena jsou pro ně důležitým zdrojem tuku před zimním spánkem. Dokonce je vypozorována přímá závislost mezi nadprůměrnou úrodou semen a následným vrhem většího počtu dvojčat a trojčat mláďat medvědů.
Dřevo z borovice bělokmenné není komerčně příliš ceněno, hlavně kvůli jeho nevelké kvalitě a špatné dostupnosti. Bývá pokrouceno, je poměrně měkké a málo odolné při použití ve venkovních podmínkách. V minulosti byly z lépe dostupných porostů v nižších nadmořských výškách mohutné, kvalitní stromy o větším průměru i délce již vytěžené. Čerstvé řezivo vydává při zpracování intenzivní sladkou vůni.

## Ohrožení
Borovice bělokmenná zažívá závažný ubytek počtu jedinců kvůli rozšíření lýkohuba Dendroctonus ponderosae a rzi vejmutovkové (Cronartium ribicola) alias (Cronartium flaccidum). Pokračující úmrtnost v důsledku těchto dvou hlavních činitelů a lesních požárů, která je do značné míry spojena s vývojem teplého počasí a sucha i ve vyšších nadmořských výškách. Brouk lýkohub z čeledi nosatcovitých napadá převážně větší a starší stromy, které mají hrubší vrstvu lýka, ve kterém jeho larvy žijí.
Ještě horším škůdcem je houba rez vejmutovková (Cronartium flaccidum) původem z Asie, která se do Ameriky dostala oklikou, okolo roku 1900 tam byla zavlečena sazenicemi z Evropy. Má na nepřizpůsobený americký druh neblahý vliv, vytváří na kmeni a větvích zduřeniny, ve kterých jsou vodivá pletiva nevratně přerušena a strom nad tímto místem usychá, nejčastěji houba takto likviduje mladší jedince.
Velkou úmrtnost starších stromů má na svědomí i poloparazitické jmelí, nejčastěji druhy Arceuthobium americanum a Arceuthobium cyanocarpum z čeledi santálovitých.
K vůli stále zesílujícím tlakům živočišných a rostlinných škůdců i častým lesním požárům byla borovice bělokmenná zařazena na seznamu IUCN mezi ohrožené taxony (EN), což výrazně omezuje těžbu i prodej dřeva.